# DC Studios (studio de production)
Cet article concerne le studio de production de Warner Bros. Discovery. Pour le studio de développement de jeux vidéo, voir DC Studios (studio de développement).
DC Studios (anciennement DC Films) est un studio américain de production cinématographique et télévisée assurant les adaptations de l'éditeur DC Comics. Il s'agit d'une division du studio Warner Bros. Pictures, filiale de Warner Bros. Discovery.
Créé en 2016 avant la sortie de Suicide Squad, le studio était dirigé par Walter Hamada et s'occupait uniquement de la production de films en prise de vue réelle du DC Extended Universe, tandis que le reste des adaptations étaient produites par DC Entertainment. En fin d'année 2022, il prend son nom actuel et change de direction. Depuis la fin de l'année 2024, il est chargé de toutes les productions basées sur les publications de l'éditeur, incluant l'animation et la télévision. Certaines productions DC Entertainment lui sont donc transférées.
DC Studios est également chargé du développement et de la production du DC Universe, un univers partagé succédant à l'univers cinématographique DC (2013-2023).

## Histoire

### Première incarnation
À la suite de l'échec critique de Batman v Superman : L'Aube de la justice, Warner Bros. décide de corriger la direction que prend le DC Extended Universe. En 2016, le studio décide de retirer à DC Entertainment la production des films en prise de vue réelle et de les placer sous leur propre division.
DC Films est alors créé par le vice-président de Warner Bros., Jon Berg, et par le responsable du contenu de DC Entertainment, Geoff Johns. L'idée est de mettre en place un studio dédié uniquement à la production cinématographique dans l'optique de s'inspirer et de concurrencer directement Marvel avec sa division Marvel Studios. Néanmoins, contrairement à Marvel Studios, dont l'équipe est complètement investie dans la production des films, DC Films souhaite laisser plus de liberté aux réalisateurs de leurs productions. La première production du studio, Suicide Squad, peine à convaincre la critique mais rencontre un véritable succès au box-office mais l'année suivante, avec Wonder Woman, il corrige le tir en arrivant à séduire, à la fois, la critique et le public.
Néanmoins, leur troisième production, Justice League, qui bénéficie de l'un des plus gros budgets de l'histoire du cinéma, est un échec au box-office. Quelques mois plus tard, Warner Bros. décide de changer de stratégie. Jon Berg quitte sa position pour être remplacé par Walter Hamada qui s'occupera de superviser les productions du studio. Geoff Johns, qui était également en poste chez DC Entertainment, quitte également son poste pour se concentrer sur l'écriture et la production.

#### Critiques à l'égard du studio
Lors de sa création, la première incarnation du studio, DC Films, se présente comme un studio qui laisse un maximum de liberté aux réalisateurs de ses productions. Dans une interview, Margot Robbie, interprète d'Harley Quinn et productrice de plusieurs projets du studio, avait déjà recommandée au studio de faire confiance à ses réalisateurs « Une fois que vous choisissez un réalisateur, qui à sa vision, vous devez être capable d'encourager sa vision et d'intervenir seulement pour la maintenir sur la bonne voie si nécessaire. Je pense que c'est ce qu'un producteur devrait faire ».
Néanmoins, cette liberté a été remise en question quand le studio engage Joss Whedon pour reprendre la production de Justice League, à la suite du départ de Zack Snyder pour des raisons personnelles. DC Films voulait rattraper ce qui avait été reproché à Batman v Superman : L'Aube de la justice, que les spectateurs et la critique avaient jugé trop sombre. Le studio profite donc du départ de Snyder et impose à Whedon d'ajouter touches d'humour à la scène d'ouverture et de faire durer le film moins de deux heures. N'étant également pas satisfait d'autres éléments du film, il demande au réalisateur de retoucher plusieurs scènes, et même d'en tourner de nouvelles, s'éloignant donc complètement de la vision de Snyder. Snyder rejettera par la suite la version de Justice League sortie au cinéma, ne la considérant pas comme le film qu'il a réalisé. Néanmoins, en 2021, la version originale de presque quatre heures et entièrement réalisée par Zack Snyder sort sur le service HBO Max, principalement grâce à la mobilisation des fans car le studio ne voulait à l'origine pas sortir cette version. 
Rick Famuyiwa, qui devait à l'origine réaliser un film centré sur Flash, quitte le projet en raison de différents créatifs avec le studio. À la suite de son départ, il fut dévoilé que le studio cherchait à trouver une nouvelle actrice pour incarner Iris West-Allen, qui devait être interprétée par Kiersey Clemons, actrice choisie personnellement par Famuyiwa pour le rôle. Clemons avait déjà tournée des scènes en tant qu'Iris pour Justice League mais ces dernières furent coupées de la version cinéma par le studio, dans l'optique de s'éloigner de la vision de Famuyiwa. L'actrice est néanmoins ré-engagée par le studio en 2021, à la suite de la sortie de Zack Snyder's Justice League qui contient les scènes qu'elle avait tournée à l'époque.
En 2020, à la suite de l'annonce de la sortie de la version originale de Justice League, David Ayer dévoile que Suicide Squad a également été victime de modifications de la part du studio. En effet, devant le succès de Deadpool, le studio a souhaité que Suicide Squad se tourne plus vers la comédie, alors qu'Ayer voulait en faire un film dramatique.

### Deuxième incarnation
En août 2022, après la fusion entre Warner Media et Discovery, le PDG David Zaslav promet un agenda de dix ans concernant les films DC, pour répondre au système de l'Univers cinématographique Marvel. La même année, Walter Hamada démissionne et quitte son poste de président. Les co-dirigeants de Warner Bros. Pictures, Michael De Luca et Pamela Abdy, dirigent la compagnie jusqu'à ce que Warner Bros. Discovery désigne un nouveau président,.
Deux semaines plus tard, il est annoncé officiellement que James Gunn et Peter Safran seront désormais à la tête de DC Films, renommé en DC Studios et regroupant désormais non seulement les activités liés au cinéma, mais aussi la production animées et télévisuelles. Le duo supervisera la production de toutes les adaptations des publications de DC Comics. Néanmoins, certaines productions, comme Joker: Folie à Deux, pourront également être supervisées par d'autres producteurs au cas par cas.

## Équipe
Actuellement
- James Gunn (depuis novembre 2022) : Coprésident chargé de l'aspect créatif du studio.
- Peter Safran (depuis novembre 2022) : Coprésident chargé de l'aspect business du studio.
- Chantal Nong (depuis février 2018) : Vice-présidente, superviseur du développement et manager de production.
- Candice McDonough (depuis juillet 2023) : Vice-présidente, superviseur des relations médias, publicité et des communications externes et avec les employés.
- Galen Vaisman (depuis juillet 2023) : Vice-présidente, développement créatif.

Anciennement
- Geoff Johns et Jon Berg (mai 2016 à décembre 2017) : Présidents et superviseurs du DC Extended Universe.
- Walter Hamada (janvier 2018 à mars 2022) : Président.
- Michael De Luca et Pamela Abdy (avril à novembre 2022) : Codirigeants en intérim.

## Filmographie

### Cinéma

#### Films
- 2016 : Suicide Squad de David Ayer
- 2017 : Wonder Woman de Patty Jenkins
- 2017 : Justice League de Zack Snyder[note 1]
- 2018 : Aquaman de James Wan
- 2019 : Shazam! de David F. Sandberg
- 2019 : Joker de Todd Phillips
- 2020 : Birds of Prey et la fantabuleuse histoire de Harley Quinn (Birds of Prey and the Fantabulous Emancipation of One Harley Quinn) de Cathy Yan
- 2020 : Wonder Woman 1984 de Patty Jenkins
- 2021 : Zack Snyder's Justice League de Zack Snyder
- 2021 : The Suicide Squad de James Gunn
- 2022 : The Batman de Matt Reeves
- 2022 : Black Adam de Jaume Collet-Serra
- 2023 : Shazam! La Rage des Dieux (Shazam! Fury of the Gods) de David F. Sandberg
- 2023 : The Flash d'Andrés Muschietti
- 2023 : Blue Beetle d'Angel Manuel Soto
- 2023 : Aquaman et le Royaume perdu (Aquaman and the Lost Kingdom) de James Wan
- 2025 : Superman de James Gunn

Prochainement
- 2026 : Supergirl de Craig Gillespie
- 2026 : Clayface de James Watkins
- 2027 : The Batman: Part II de Matt Reeves

#### Films d'animation
- 2028 : Dynamic Duo d'Arthur Mintz

#### Documentaires
- 2024 : Super/Man : L'Histoire de Christopher Reeve (Super/Man: The Christopher Reeve Story) de Ian Bonhôte et Peter Ettedgui (co-acquisition uniquement)

### Télévision

#### Séries télévisées
- 2024 : The Penguin

Prochainement
- 2025 : Peacemaker (à partir de la saison 2)
- 2026 : Lanterns

#### Séries d'animation
- 2024 : Beast Boy: Lone Wolf
- depuis 2024 : Creature Commandos
- depuis 2024 : DC Metal Force
- depuis 2025 : Harley Quinn (depuis la saison 5)

### Autres projets
| Film    | Réalisation                | Partenaires de production | Notes                                  |
| ------- | -------------------------- | ------------------------- | -------------------------------------- |
| Batgirl | Adil El Arbi Bilall Fallah | Burr! Productions         | Sortie annulée, film produit et inédit |

## Franchises et labels
- 2013-2023 : Univers cinématographique DC
- depuis 2023 : DC Elseworlds (label lancé officiellement en 2023 mais rétroactivement assigné à des productions datant d'avant sa création)
- depuis 2024 : DC Universe